# Гайденау (Нижня Саксонія)
Гайденау (нім. Heidenau) — громада в Німеччині, розташована в землі Нижня Саксонія. Входить до складу району Гарбург. Складова частина об'єднання громад Тоштедт.
Площа — 38,71 км2. Населення становить 2304 ос. (станом на 31 грудня 2021).